# Elcho Castle
Elcho Castle ist eine Burgruine über dem Südufer des Tay, etwa 6,5 km südöstlich von Perth in der schottischen Council Area Perth and Kinross. Sie besteht aus einem Wohnturm mit Z-förmigem Grundriss und Fragmenten einer umgebenden Mauer mit Ecktürmen. Die Burg wurde um 1560 anstelle eines älteren Gebäudes errichtet und ist heute eine der besterhaltenen Burgen ihrer Zeit in Schottland. Ein großer Teil der Burgruine ist zugänglich, auch wenn die Decken in einigen Räumen zusammengebrochen sind. Man kann durch den größten Teil des Gebäudes gehen, und der Wehrgang auf der Burgmauer ist an zwei Punkten zugänglich.
Das Anwesen gehört immer noch der Familie des Erbauers, der Familie Wemyss; der Erbe des Titels Earl of Wemyss führt den Höflichkeitstitel Lord Elcho. Die Burg ist seit 200 Jahren nicht mehr bewohnt. Dennoch wurde sie in gutem Zustand erhalten, eines der frühesten Beispiele in Schottland für die Erhaltung eines Gebäudes ausschließlich aus historischen Gründen. Elcho Castle wird von Historic Scotland verwaltet und ist den ganzen Sommer lang öffentlich zugänglich. Es wird kein Eintrittsgeld erhoben. Die Burgruine gilt als Scheduled Monument.
Ein Obsthain mit Apfel- und Birnbäumen neben der Burgruine wurde in den letzten Jahren neu angepflanzt, und das bienenstockförmige Taubenhaus (Doo'cot) aus dem 16. Jahrhundert liegt ganz in der Nähe. Historic Scotland hat es als historisches Bauwerk der Kategorie A gelistet. Das Küsterhaus der Burg gilt als historisches Bauwerk der Kategorie B.